# Fanfare (film)
Fanfare è un film del 1958 diretto da Bert Haanstra. 
Il film fu girato nel villaggio di Giethoorn ed è considerato una delle pietre miliari del cinema olandese.
Il film, la cui sceneggiatura è stata scritta dallo stesso Bert Haanstra e da Jan Blokker, vede la partecipazione di numerosi artisti olandesi. La musica fu composta da Jan Mul ed è stata eseguita dalla Concertgebouworkest: il brano che viene continuamente suonato nel film è stato pubblicato in forma di "marcia doppia" con il nome di "Fanfara in Mib" (Fanfare in Es).
Rappresentò il debutto cinematografico del regista Bert Haanstra: costò 450.000 fiorini ma ne incassò ben 1,2 milioni. Nel ristorante 'Smits Paviljoen' di Giethoorn vi sono ancora dei poster che ricordano i giorni delle riprese di oltre 50 anni fa. Sul Binnenpad c'è ancora il 'Café Fanfare', locale dove furono fatte numerose riprese del film. Sull'onda del successo del film, Giethoorn divenne una località di moda tra gli artisti olandesi: tra gli altri, Rijk de Gooyer e Peter van Straaten si comprarono qui una casa negli anni Settanta.

## Trama
Nell'immaginario villaggio di Lagerwiede, la fanfara - chiamata "Arte e amicizia" (Kunst en Vriendschap) - deve partecipare a un tradizionale concorso bandistico, con in palio una grossa vincita in denaro.
Durante una delle prove di preparazione al concorso, scoppia una furibonda lite tra due musicisti, Geursen (che suona il bombardone) e Krijns (che suona il corno), che peraltro sono anche concorrenti nella vita professionale, in quanto entrambi gestiscono delle osterie. Ne consegue una scissione della fanfara in due fazioni, una capitanata da Geursen e l'altra da Krijns, ognuna delle quali con l'intenzione di rappresentare Lagerwiede al concorso musicale.
Come prima mossa, entrambe le fanfare devono trovare un brano da proporre al concorso, e alla fine si rivolgono allo stesso compositore. La rivalità poi si sposta su chi abbia il diritto di fregiarsi del nome ufficiale: il sindaco del paese decide che la fanfara ufficiale sarà quella con il maggior numero di componenti. Di qui la sfida per ottenere i servigi del suonatore di triangolo, il droghiere del paese. I crismi dell'ufficialità comportano anche il diritto a esporre il vessillo, nonché quello di disporre degli strumenti musicali dell'associazione.
Dopo varie traversie, con tanto di intrallazzi amorosi, entrambe le fanfare riescono - seppur in maniera poco ortodossa - ad arrivare sul palco del concorso musicale. A questo punto sale sul palco anche il compositore dei due brani che fa suonare contemporaneamente le due fanfare: si scopre così che i due brani, apparentemente diversissimi (solenne quello della banda di Geursen, una marcia più tradizionale quella della fanfare di Krijns) in realtà sono due parti di uno stesso brano. Il successo è garantito e la fanfara, riunificata, festeggia la vittoria.

## Riconoscimenti
- Fanfare concorse alla Palma d'oro al miglior film al Festival di Cannes.